# Bouquelon
Bouquelon ist ein Dorf und eine Gemeinde mit 489 Einwohnern (Stand: 1. Januar 2022) im französischen Département Eure in der Region Normandie (vor 2016: Haute-Normandie). Die Gemeinde gehört zum Arrondissement Bernay und zum Kanton Bourg-Achard. Die Einwohner werden Bouquelonnais genannt. 

## Geographie
Bouquelon liegt etwa 33 Kilometer ostsüdöstlich von Le Havre. Die Risle begrenzt die Gemeinde im Westen und Südwesten. Umgeben wird Bouquelon von den Nachbargemeinden Marais-Vernier im Nordwesten und Norden, Sainte-Opportune-la-Mare im Norden und Nordosten, Le Perrey im Osten, Saint-Mards-de-Blacarville im Südosten und Süden, Toutainville im Süden, Saint-Sulpice-de-Grimbouville im Südwesten, Foulbec im Westen sowie Saint-Samson-de-la-Roque im Westen und Nordwesten.

## Bevölkerungsentwicklung
| Jahr                       | 1962 | 1968 | 1975 | 1982 | 1990 | 1999 | 2006 | 2013 | 2020 |
| Einwohner                  | 244  | 258  | 235  | 225  | 284  | 295  | 368  | 431  | 526  |
| Quellen: Cassini und INSEE |      |      |      |      |      |      |      |      |      |

## Name
Der Ortsname Bouquelon wird erstmals 1180 als Bouchelon erwähnt, dann als Boquelont un Bochelont im 13. Jahrhundert. Im Vergleich mit den alten Formen anderer normannischer Ortsnamen in -lon und mit den anderen Bouquelon (und ihren Varianten), einschließlich Bouquelon (Seine-Maritime, Boos, Bothe Bochelont undatiert), Bois (französisch „Gehölz“) von Boclon (Seine-Maritime, Bocolunda silva um 1035; Bokelont 1218), La Boquelonde, sind Spezialisten der Ansicht, dass -lon das altnordische lundr „Gehölz“ darstellt. und dass Bouque- wird durch das altnordische bók „Buche“ erklärt. Das heißt bóka-lundr oder *bóki-lundr (kollektiv) „Buchenhain, Buchengehölz“.
Zahlreiche Beispiele gibt es in Schleswig-Holstein: Boklund (Bokelunt 1542) und Böklund, sowie in Skandinavien: Bokalund (Älmeboda, Schweden), Boklund (Larvik, Vestfold und Telemark), u.s.w.

## Sehenswürdigkeiten
- Kirche Saint-Ouen aus dem 11. Jahrhundert mit Umbauten aus dem 13./14. Jahrhundert, Monument historique seit 1948
- Schloss Le Plessis  aus dem 15. Jahrhundert mit An- und Umbauten aus dem 18./19. Jahrhundert, Monument historique seit 2005/2011

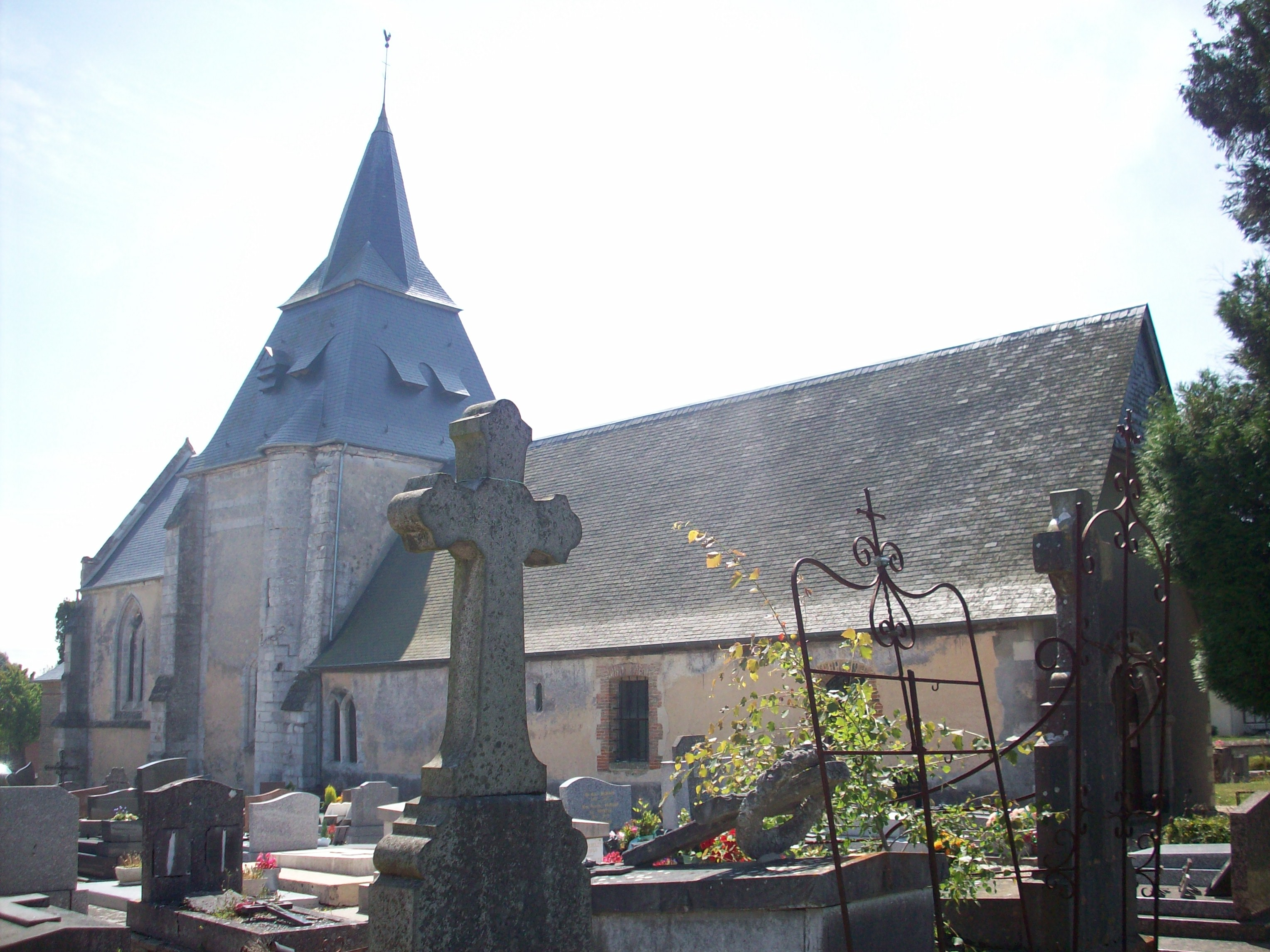
Kirche Saint-Ouen
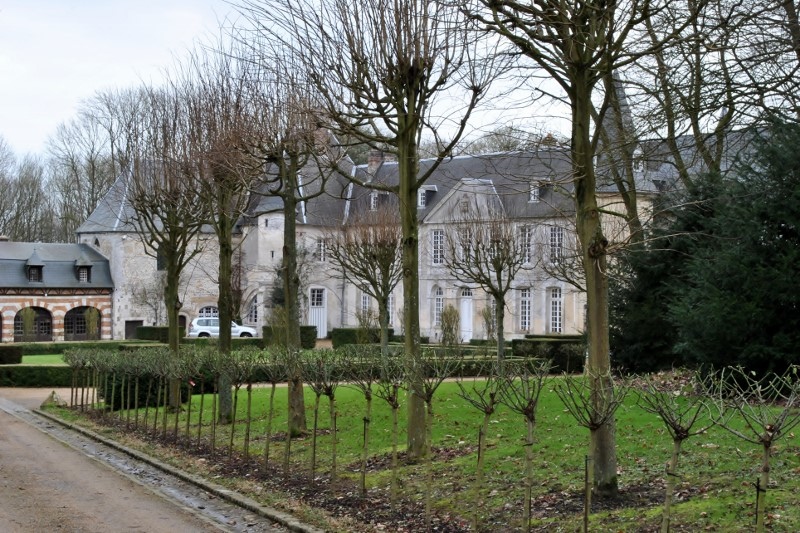
Schloss Le Plessis